# Личкін В'ячеслав Степанович
В'ячеслав Степанович Личкін (азерб. Vyaçeslav Stepan oğlu Lıçkin; рос. Вячеслав Степанович Лычкин; нар. 30 вересня 1973, Баку, Азербайджанська РСР) — азербайджанський футболіст, виступав за збірну Азербайджану.

## Клубна кар'єра
Вихованець азербайджанського футболу. У 1989-1991 грав у клубі Другої та Другої нижчої ліги «МЦОП-Терміст». У 1991 році провів 3 матчі за «Нефтчі» в Першій лізі СРСР.
У 1992-1994 роках грав у російських командах «Динамо» (Ставрополь), «Нарт» (Черкеськ), «Анжи».
У 1995-1996 роках виступав за бакинський «Нефтчі». За власним визнанням, це був найкращий сезон в кар'єрі.
На початку сезону 1996/97 років грав у турецькому «Трабзонспорі». Однак зарубіжна кар'єра не склалася і незабаром він повернувся додому. У 1997 році, за допомогою свого менеджера Айвара Похлак, перейшов у фінський клуб ТПС, де відразу став гравцем основи.
Другу половину 1998 року грав за клуб вищого дивізіону Росії «Тюмень», куди йому допоміг правлаштуватися партнер по збірній та екс-гравець «Тюмені» Аріф Асадов. У новій команді провів 11 матчів та забив 4 м'ячі, але це не врятувало клуб від вильоту в перший дивізіон.
На початку 1999 року провів 2 тренувальні збори в московському «Спартаку», однак команді, в результаті, не підійшов. Незабаром після цього уклав договір з «Торпедо-ЗІЛ». Влітку 1999 перейшов у «Кристал» (Смоленськ), де його ще з початку року чекав екс-тренер «Тюмені» Олександр Ігнатенко.
У 2000 році уклав річний контракт з петербурзьким «Локомотивом». Однак в команді не затримався й у середині сезону покинув її. У 2001 році став гравцем «Динамо» (Санкт-Петербург).
На початку 2002 значився в складі ФК «Кондопога», команді КФК.
У період з 2002 по 2004 грав в командах «Спартак» (Лохвиця), «Газовик-Газпром», «Чільне».
У 2005 перейшов у клуб «Хазар-Ланкаран».
У 2006-2007 років виступав у складі «Інтера» (Баку). У сезоні 2007/08 років грав за загатальський «Сімург».
Станом на 2008 рік проживав у Санкт-Петербурзі. Працював у Василеостровській філії ФК «Зеніт», тренував дітей молодшого віку, а також працюва вчителем у школі.

## Кар'єра в збірній
Грав за збірну Азербайджану. Дебютував у національній збірній 26 квітня 1995 року в поєдинку кваліфікації чемпіонату Європи проти Румунії. Дебютним голом за азербайджанську збірну відзначився 27 лютого 1996 року в товариському матчі проти Фарерських островів. Загалом за національну команду провів 45 матчів, забив 4 м'ячі.

## Досягнення
- Прем'єр-ліга Азербайджану
  -  Чемпіон (1): 1998
  -  Срібний призер (1): 2005

## Сім'я
Одружений, має двох доньок.